# Balti Flotta
A Balti Flotta (Балтийский флот, magyar átírásban: Baltyijszkij flot) az Orosz Haditengerészet flottája a Balti-tengeren. 
Korábbi történelmi időszakokban előbb a Cári Orosz Haditengerészet, majd a Szovjet Haditengerészet része volt. A szovjet korszakban a "Kétszeres vörös zászlós" cím őrzője volt, ami arra utalt, hogy kétszer is elnyerte a Vörös Zászló érdemrendet.
Parancsnoksága Kalinyingrádban van (a korábbi kelet-poroszországi Königsberg a Német Császárság idején). Fő bázisa Baltyijszkban van, másik bázisa Kronstadtban a Finn-öbölben.
Ez a legrégebbi orosz flotta. Nagy Péter cár alapította 1703. május 18-án.

## A cári Oroszország
A cári Balti Flottát a svédek elleni nagy északi háború idején állították fel Nagy Péter cár utasítására. Első hajóit 1702-ben és 1703-ban építették Logyejnoje Poljéban (amelynek neve „hajók mezejét” jelenti). Első parancsnoka egy holland zsoldos volt, Cornelius Cruys, őt Fjodor Matvejevics Aprakszin követte. A flotta egyike első akciója  Shlisselburg elfoglalása volt.
1701-ben Péter cár még Moszkvában hozta létre a tengerészeti szakismereteket oktató Matematikai és Navigációs Iskolát (oroszul: Школа математических и навигацких наук), a frissen épült Szuharev-toronynál (amit Sztálin idején lebontottak). Miután Oroszország megszerezte a Finn-öböltől nyugatra fekvő területet, melegtengeri kijárathoz jutott és módja nyílt kikötőt és flottát építeni. Felépült Szentpétervár városa és egy nagy kiterjedésű kikötő. A haditengerészeti képzést is Szentpétervárra helyezték át. Az intézmény mai neve Szentpétervári Haditengerészeti Intézet.

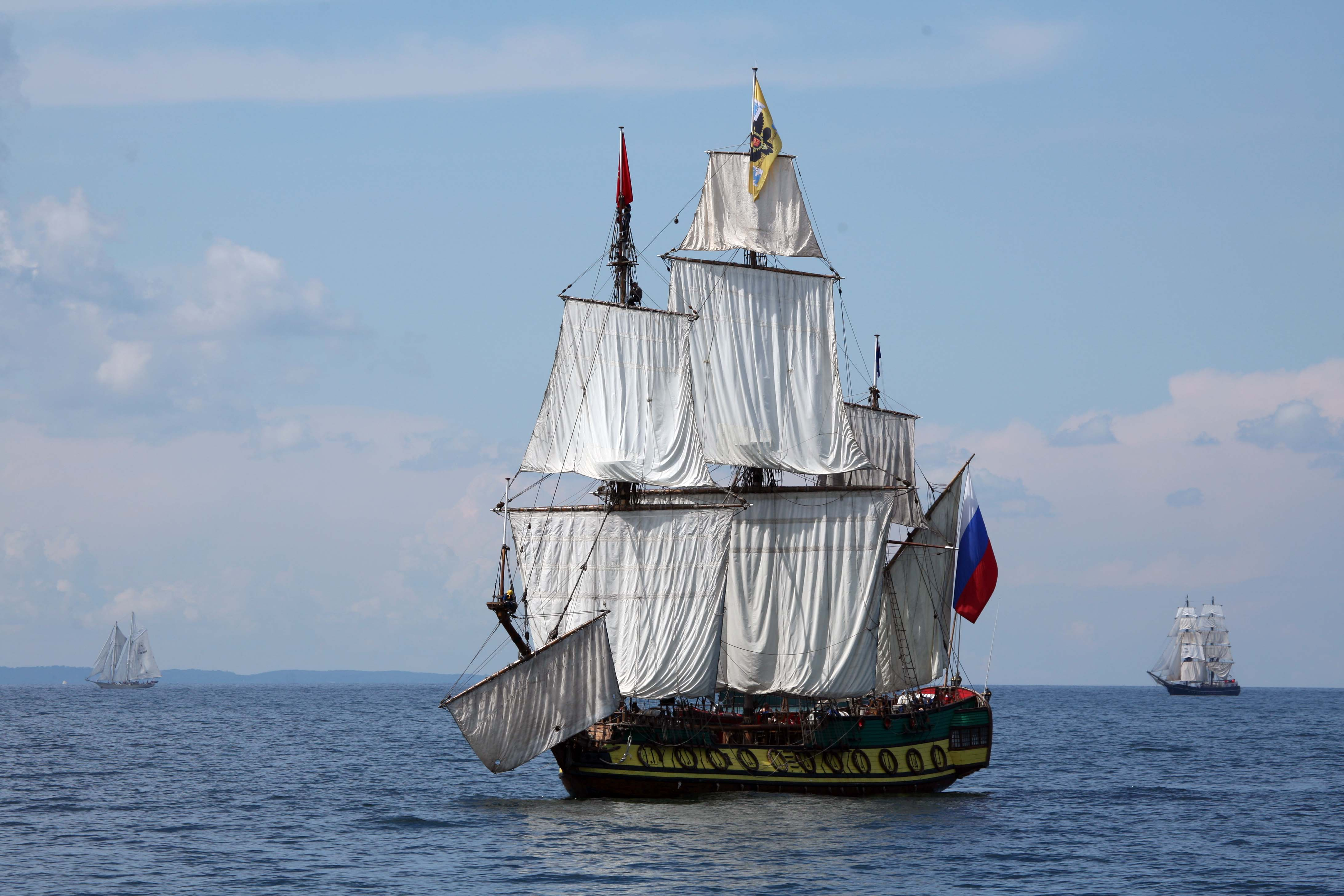
A a flotta első hajója, a 24 ágyús, háromárbócos Standart fregatt modern replikája

A flotta első hajója az 1703-ban épült Standart fregatt volt.
1724-re a flottának 174 vitorlás hadihajója és több száz evezős hajója volt.
A nagy északi háború során a Balti Flotta közreműködött Viborg, Tallinn, (Észtország), Riga, (Lettország), a Nyugatészt szigetvilág, Helsinki, (Finnország) és  Turku elfoglalásában. Első győzelmét, úgy tartják, a flotta a ganguti csatában aratta 1714-ben a svédek ellen. A hat évvel később vívott grengami csata után az oroszok és a svédek is saját magukat mondták győztesnek. 1715-től a Hannoveri-ház nevében az angol Királyi Haditengerészet is aktív volt a Balti-tengeren, jobbára az oroszokkal szövetségben. A háború zárószakaszában az orosz flotta szárazföldi csapatokat tett partra, amelyek a svéd parti településeket pusztították. XII. Károly svéd király halála után azonban az angolok és svédek kapcsolataiban enyhülés következett be és ettől fogva az angol flotta már inkább a svédek oldalán állt. 1719-ben a stäketi csatában a svédek visszaverték az oroszok kísérletét a fővárosuk, Stockholm elfoglalására. Az oroszok a háború 1721-es befejezéséig nem tudtak újabb jelentős támadást indítani, az 1720-as grengami csatában elszenvedett veszteségeik miatt, és mert John Norris admirális vezetésével új angol flottaegység érkezett a térségbe.
A hétéves háború (1755–1763) alatt a Balti Flotta Pomerániában, Németország és Poroszország északi partvidékén volt aktív, segítve a gyalogságot, hogy 1757-ben elfoglalja Klaipėdát (németül Memel) és 1761-ben Kolberget. A flotta blokád alá vette az Øresund-szorost, hogy a brit flotta ne juthasson át.  Az orosz–svéd háború (1788–1790) a flotta Samuel Greig parancsnoksága alatt taktikai győzelmeket aratott a svédek ellen a hoglandi (1788) és a viborgi (1790) csatában. De 1790. július 9-én az orosz flotta óriási árat fizetett egy elsietett támadásért a második svenkslundi csatában. A flotta mintegy egyharmada és 14 ezer emberéből 9500 odaveszett. Az orosz vereség gyakorlatilag a háború végét jelentette.
Az orosz–török háborúk során (1710–1711, 1735–1739, 1768–1774, 1787–1792, 1806–1812, 1828–1829) gyakran rendelték a Földközi-tengerre a Balti Flottát, például az Első és a Második  Szigetcsoport Expedíció során. Győzelmeket aratott a szultáni flotta felett a ceşmei csatában (1770), a dardanelláki csatában (1807), a lemnoszi csatában (1807) és a navarinói csatában (1827). Ugyanebben az időszakban,  Ivan Krusenstern admirális lett az első orosz, aki körbehajózta a világot (1803–1806), egy másik Balti Flotta-tiszt, Fabian Gottlieb von Bellingshausen pedig felfedezte a jéglepte déli kontinenst, az Antarktiszt (1820).
A krími háború (1853–1856) során a flotta, bár a gőzhajók hiánya hátráltatta hadműveleteit, megakadályozta a szövetséges brit és francia erőket, hogy elfoglalják Hankót, Suomenlinnát és Szentpétervárt. Bár a szövetségesek ereje nagyobb, és technológiája fejlettebb volt, az orosz flotta bevezetett a hadviselésbe olyan újdonságokat, mint a Moritz Hermann von Jacobi kifejlesztette torpedó. A flottának dolgozó neves feltalálók közt volt Alekszandr Sztyepanovics Popov, akit legalábbis Kelet-Európában a rádiózás feltalálójának tartanak), Sztyepan Makarov (aki elsőként lőtt ki torpedót hajóról), Alekszej Nyikolajevics Krilov (a modern hajóelárasztási elmélet szerzője) és Alekszandr Fjodorovics Mozsajszkij (a repülőgép egyik feltalálója).

## További információk

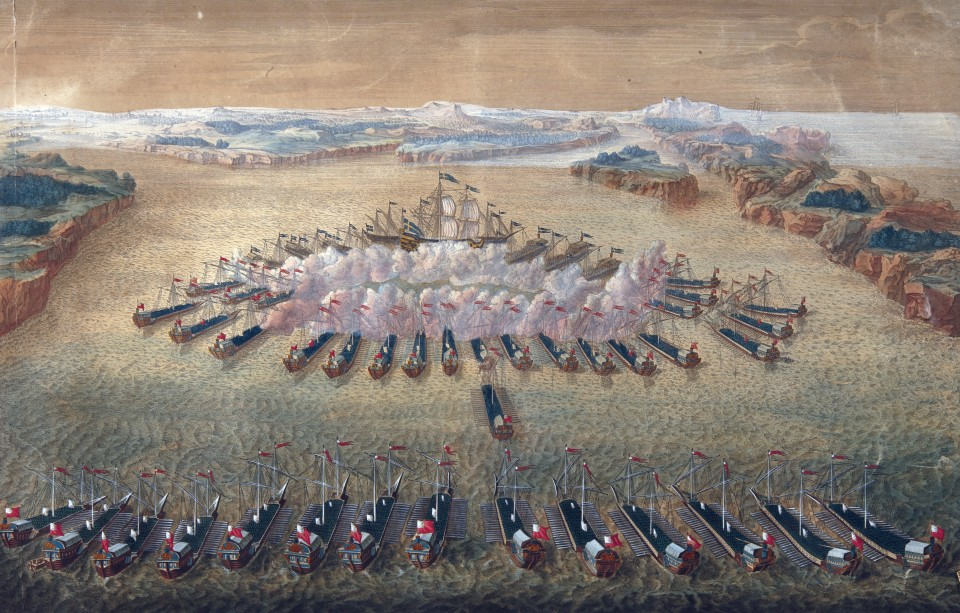
A ganguti csata

## Fordítás
Ez a szócikk részben vagy egészben  a   Baltic Fleet című angol Wikipédia-szócikk ezen változatának fordításán alapul.  Az eredeti cikk szerkesztőit annak laptörténete sorolja fel. Ez a jelzés csupán a megfogalmazás eredetét és a szerzői jogokat jelzi, nem szolgál a cikkben szereplő információk forrásmegjelöléseként.